# 9-Hidroksioktadekadienoinska kiselina
9-Hidroksioktadekadienoinska kiselina (9-hidroksi-10(E),12(Z)-oktadekadienoinska kiselina ili 9-HODE) je korištena za obeležavanje bilo kojeg ili oba stereoizomerna metabolita esencijalne masne kiseline, linoleinske kiseline: 9(S)-hidroksi-10(E),12(Z)-oktadekadienoinske kiseline (9(S)-HODE) i 9(R)-hidroksi-10(E),12(Z)-oktadekadienoinske kiseline (9(R)-HODE). Ova dva metabolita se razlikuju po tome što imaju hidroksilne ostatke u S ili R konfiguracijama, respektivno. Slika prikazuje strukturu 9(S)-HETE. Dva dodatna derivata 9-hidroksi linoleinske kiseline se javljaju u prirodi, 10E,12E izomeri 9(S)-HODE i 9(R)-HODE viz., 9(S)-hidroksi-10E,12E-oktadekadienoinska kiselina (9(S)-EE-HODE) i 9(R)-hidroksi-10E,12E-oktadekadienoinska kiselina (13(R)-EE-HODE). Ta dva derivata imaju dvostruku vezu na ugljeniku 12 u E ili trans konfiguraciji, za razliku od Z ili cis konfiguracije. Četiri 9-HODE izomera, posebno pod uslovima oksidativnog stresa, mogu se zajedno formirati u ćelijama i tkivima; oni imaju preklapajuće mada ne i identične biološke aktivnosti i značaje. Pošto mnoge studije nisu pravile razliku između S i R stereoizomera, niti na određivanje njihovih nivoa u tkivima, dva EE izomera, 9-HODE se koriste kad studirani izomer nije naveden.

## Putevi koji sačinjavaju 9-HODE

### Ciklooksigenaze 1 i 2
Enzimi ciklooksigenaza 1 (COX-1) i ciklooksigenaza 2 (COX-2), koji su najbolje poznati po tome što metabolizuju arahidonsku kiselinu do prostaglandina, isto tako mogu da metabolizuju linoleinsku kiselinu predominantno do 9(R)-hidroperoksi-10(E),12(Z)-oktadekadienoinske kiseline (i.e. 9(R)-HpODE)-HODE) i manjih količina 9(S)-hidroperoksi-10(E),12(Z)-oktadekadienoinske kiseline (i.e. 9(S)-HpODE); u ćelijama i tkivima, dva hidroperoksi metabolita se brzo redukuju do 9(R)-HODE i 9(S)-HODE, respektivno. COX-2 ispoljava znatniju preferenciju za linoleinsku kiselinu nego Cox-1 i stoga je zaslužan za produkciju najvećeg dela tih produkata u ćelijama koje izražavaju oba COX enzima. COX enzimi takiđe metabolizuju linoleinsku kiselinu do 13(S)-hidroperoksi-oktadekadionoinske kiseline (13(S)-HpODE i manjih količina 13(R)-hidroperoksi-oktadekadienoinske kiseline (13(R)-HpODE, koji se zatim brzo rudukuju do 13(S)-HODE) i 13(R)-HODE. Ta dva enzima stoga metabolizuju linoleinsku kiselinu predominantno do R stereoizomera 9-HODE i (S) stereoizomera 13-HODE sa predominantno 13-HODE produktima u odnosu na 9-HODE produkte.

### Citohrom P450
Citohrom P450 mikrozomalni enzimi metabolizuju linoleinsku kiselinu do smeše 9(S)-HpODE i 9(R)-HpODE, koji se naknadno redukuju do njihovih korespondirajućih hidroksi produkata; te reakcije proizvode racemske smeše u kojima R stereoizomer predominira, na primer uz R/S odnos od 80%/20% u ljudskim jetrenim mikrozomima.  In cells and tissues, the cytochrome enzymes concurrently metabolize linoleic acid to 13(S)-HpODE and 13(R)-HpODE which are reduced to 13(S)-HODE and 13(R)-HODE in an R/S ratio similar to than of the 9-HODES, i.e. 80%/20%.